# Цезарь Куников (большой десантный корабль)
«Цезарь Куников» (БДК-64) — большой десантный корабль проекта 775 (775/II) Черноморского флота ВМФ СССР, состоявший на вооружении Черноморского флота ВМФ России с базированием на Севастополь, в составе 197-й бригады десантных кораблей 30-й дивизии надводных кораблей). Бортовой номер — 158.

## Служба

### ВМФ СССР
Корабль построен на верфи в Гданьске (заводской № 775/24), спущен на воду в 1986 году. Вошёл в состав 197-й бригады десантных кораблей 39-й дивизия морских десантных сил с базированием на Новоозёрное, Донузлав. По одним данным — 10 мая 1989 года, по другим — в 1991 году БДК-64 получил имя в честь Героя Советского Союза Цезаря Львовича Куникова.

### ВМФ России

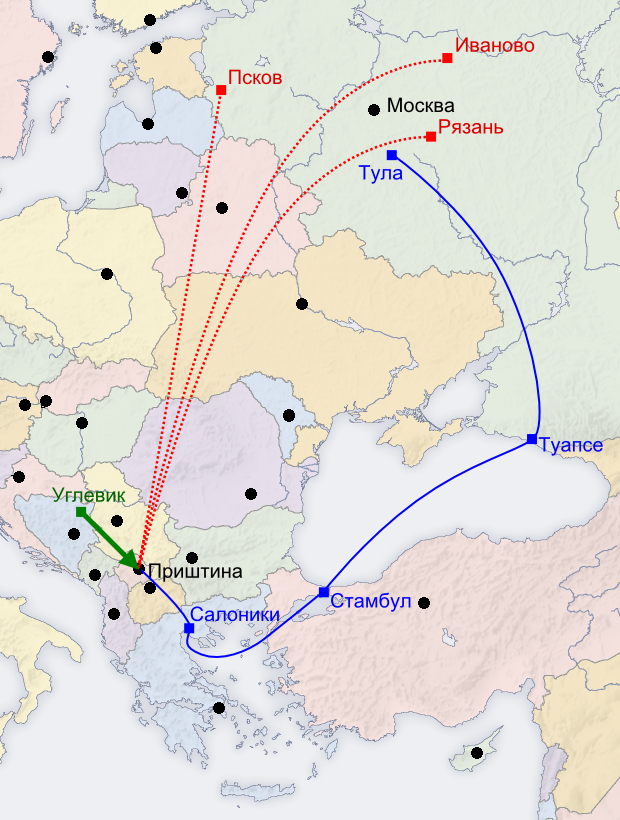
Марш-бросок на Приштину
Воздушный маршрут
Морской маршрут

При разделе Черноморского флота в 1992—1993 годах 39-й дивизия морских десантных сил была расформирована. Десантные корабли дивизии, доставшиеся России, перешли из Донузлава, который стал Южной военно-морской базой Украины, в Севастополь, и вошли в состав 30-й дивизии надводных кораблей Черноморского флота РФ.
Подшефный корабль города Зеленограда (с 1998 года) и Челябинской области (с 2011 года).
После марша-броска на Приштину сводного батальона ВДВ из Боснии и Герцеговины БДК «Цезарь Куников» вместе с тремя другими десантными кораблями Черноморского флота был задействован на морском участке маршрута переброски основной части российского контингента KFOR из российского порта Туапсе в греческий порт Салоники.

#### Война в Грузии
В 2008 году корабль принял участие в боевых действиях Черноморского флота во время войны в Грузии. 10 августа 2008 года являлся флагманом группы российских кораблей (БДК «Цезарь Куников», БДК «Саратов», МРК «Мираж» и МПК «Суздалец»), принявшей морской бой с группой грузинских катеров.

#### Дальнейшая служба
C 6 июля 2013 года по 24 октября 2014 года БДК «Цезарь Куников» прошёл ремонт на судоремонтном заводе «Флотский арсенал» в Варне (Болгария). В конце ноября корабль был отбуксирован в Севастополь, где после сдачи экипажем курсовых задач вернулся в состав сил постоянной готовности.
В апреле 2015 года совместно с БДК «Николай Фильченков» провёл учения по высадке морского десанта. А с 5 по 8 мая посетил Стамбул, где представлял Российскую Федерацию на международной выставке вооружений IDEF-2015. В октябре этого же года БДК «Цезарь Куников» был направлен в Сирию с грузом боеприпасов и оружия для сирийской армии (см. операция «Сирийский экспресс»).
В апреле 2019 года прошёл ремонт системы рулевого управления на 13-м судоремонтном заводе Черноморского флота.

#### Российское нападение на Украину
С начала вторжения России в Украину корабль принимал участие в боевых действиях. Как и другие десантные корабли, использовался для перевозки оружия и боеприпасов между базой флота в Новороссийске и крымскими портами в Севастополе, Феодосии и Керчи. 24 марта 2022 года БДК «Цезарь Куников» получил повреждения в оккупированном российскими войсками Бердянске. В мае 2022 года проходил ремонт на 13-й судоремонтном заводе.
В апреле 2022 года стало известно, что командир БДК «Цезарь Куников», капитан 3 ранга Александр Чирва скончался в результате ранений.

#### Потопление
14 февраля 2024 года был атакован вблизи побережья Алупки шестью морскими беспилотными аппаратами MAGURA V5, стоящими на вооружении ГУР МО Украины. В результате атаки корабль получил критические повреждения сначала с правого, а затем — с левого борта, и позднее затонул. Минобороны России атаку дронов не комментировало.